# Сендецький Юрій Михайлович
Юрій Михайлович Сендецький (нар. 29 квітня 1980) — український футболіст та футзаліст, що грав на позиції нападника і півзахисника. Найбільш відомий за виступами у складі футзальної команди «Ураган» з Івано-Франківська, де він був одним із найкращих бомбардирів та рекордсменів за кількістю проведених матчів.

## Футбольна та футзальна кар'єра
Юрій Сендецький розпочав виступи на футбольних полях у 1999 році в складі команди вищої української ліги «Прикарпаття» з Івано-Франківська, проте в першому своєму сезоні в професійному футболі грав виключно у складі фарм-клубу івано-франківців «Прикарпаття-2», який грав у другій українській лізі. У наступному сезоні Сендецький дебютував у основі «Прикарпаття», проте на той час команда вибула до першої ліги, та й у цьому сезоні футболіст більше часу проводив у фарм клубі, зігравши за головну команду тільки 9 матчів. Сезон 2001—2002 років Сендецький розпочав у команді другої ліги «Лукор» з Калуша, а закінчив у іншій команді другої ліги «Техно-Центр» з Рогатина.
На початку сезону 2002—2003 Юрій Сендецький став гравцем команди другої ліги «Чорногора» з Івано-Франківська. Паралельно він розпочав виступи в футзальній команді першої ліги «Ураган» з Івано-Франківська. У 2004 році Сендецький разом із командою здобув путівку до футзальної вищої ліги, та грав у складі «Урагана» вже у вищій лізі аж до 2009 року, та став у його складі одним із найкращих бомбардирів, відзначившись 71 забитим м'ячем у 157 проведених матчах за клуб. У 2009 році Юрій Сендецький завершив виступи на футбольних полях.